# Chlorophytum
Genre
Synonymes
- Acrospira Welw. ex Baker[2]
- Asphodelopsis Steud. ex Baker[2]
- Dasystachys Baker[2]
- Debesia Kuntze[2]
- Hartwegia Nees[2]
- Hollia Heynh.[2]
- Schidospermum Griseb.[2]
- Verdickia De Wild.[2]

Chlorophytum est un genre de plantes comportant plus de 200 espèces, dont la plus connue est Chlorophytum comosum (Plante araignée), une plante d'intérieur très répandue.
Chlorophytum borivilianum (en) est cultivé comme plante médicinale.
Le genre a été initialement décrit par Ker Gawl, qui l'a nommé d'après la coloration de ses feuilles, en grec ancien χλωρός, khlôrós (« vert ») et φυτόν, phytón (« végétal »).
Plantes à fleur, vivaces et persistantes, elles appartiennent à la famille de l'asperge (Asparagaceae) et à la sous-famille de l'agave (Agavoideae).
Elles sont hautes de 10 à 60 cm et présentent une couronne de feuilles étroites longues de 15 à 75 cm et large de 0,5 à 2 cm. Leurs racines sont tubéreuses. Les fleurs sont petites, habituellement blanches, portées par quelques panicules allant jusqu'à 120 cm. Certaines espèces se propagent également par des stolons. Leur habitat naturel est principalement constitué de forêts tropicales, particulièrement en Afrique.

## Liste des espèces, sous-espèces et variétés
Selon BioLib (18 septembre 2020) :
- Chlorophytum acutum (C.H. Wright) Nordal
- Chlorophytum affine Baker
- Chlorophytum africanum (Baker) Baker
- Chlorophytum alismifolium Baker
- Chlorophytum alpinum Benth. ex Baker
- Chlorophytum altum Engl. & K. Krause
- Chlorophytum amplexicaule Baker
- Chlorophytum anceps (Baker) Kativu
- Chlorophytum andongense Baker
- Chlorophytum angulicaule (Baker) Kativu
- Chlorophytum angustiracemosum Poelln.
- Chlorophytum angustissimum (Poelln.) Nordal
- Chlorophytum ankarense H. Perrier
- Chlorophytum appendiculatum H. Perrier
- Chlorophytum applanatum Nordal & Thulin
- Chlorophytum arcuatoramosum R.B. Drumm.
- Chlorophytum aridum Oberm.
- Chlorophytum arundinaceum Baker
- Chlorophytum aureum Engl.
- Chlorophytum basitrichum Poelln.
- Chlorophytum baturense K. Krause
- Chlorophytum benuense Engl. & K. Krause
- Chlorophytum bharuchae Ansari, Sundararagh. & Hemadri
- Chlorophytum bifolium Dammer
- Chlorophytum blepharophyllum Schweinf. ex Baker
- Chlorophytum borivilianum Santapau & R.R. Fern.
- Chlorophytum bowkeri Baker
- Chlorophytum brachystachyum Baker
- Chlorophytum bracteatum Hua
- Chlorophytum brevipedunculatum Poelln.
- Chlorophytum breviscapum Dalzell
- Chlorophytum bulbinifolium Hoell & Nordal
- Chlorophytum burundiense Meerts
- Chlorophytum calyptrocarpum (Baker) Kativu
- Chlorophytum cameronii (Baker) Kativu
- Chlorophytum camporum Engl. & K. Krause
- Chlorophytum capense (L.) Voss
- Chlorophytum caudatibracteatum Engl. & K. Krause
- Chlorophytum caulescens (Baker) Marais & Reilly
- Chlorophytum chelindaense Kativu & Nordal
- Chlorophytum chevalieri Poelln.
- Chlorophytum chinense Bureau & Franch.
- Chlorophytum chloranthum Baker
- Chlorophytum clarae Bjorå & Nordal
- Chlorophytum clivorum J.Mathew & K.V.George
- Chlorophytum collinum (Poelln.) Nordal
- Chlorophytum colubrinum (Baker) Engl.
- Chlorophytum comosum (Thunb.) Jacq.
- Chlorophytum cooperi (Baker) Nordal
- Chlorophytum cordifolium De Wild.
- Chlorophytum crassinerve (Baker) Oberm.
- Chlorophytum crispum (Thunb.) Baker
- Chlorophytum cyperaceum (Kies) Nordal
- Chlorophytum dalzielii (Hutch. ex Hepper) Nordal
- Chlorophytum debile Baker
- Chlorophytum decaryanum H. Perrier
- Chlorophytum decipiens Baker
- Chlorophytum densiflorum Engl.
- Chlorophytum dianellifolium (Baker) H. Perrier
- Chlorophytum distichum H. Perrier
- Chlorophytum dolichocarpum Tamura
- Chlorophytum ducis-aprutii Chiov.
- Chlorophytum fasciculatum (Baker) Kativu
- Chlorophytum filifolium Nordal & Thulin
- Chlorophytum filipendulum Baker
- Chlorophytum fischeri (Baker) Baker
- Chlorophytum gallabatense Schweinf. ex Baker
- Chlorophytum galpinii (Baker) Kativu
- Chlorophytum geayanum (H. Perrier) Marais & Reilly
- Chlorophytum geophilum Peter ex Poelln.
- Chlorophytum glaucoides Blatt.
- Chlorophytum glaucum Dalzell
- Chlorophytum goetzei Engl.
- Chlorophytum gothanense Malpure & S.R. Yadav
- Chlorophytum gracile Baker
- Chlorophytum graminifolium (Willd.) Kunth
- Chlorophytum graniticola Kativu
- Chlorophytum graniticum H. Perrier
- Chlorophytum graptophyllum (Baker) Marais & Reilly
- Chlorophytum haygarthii J.M. Wood & M.S. Evans
- Chlorophytum herrmannii Nordal & Sebsebe
- Chlorophytum heynei Baker
- Chlorophytum hiranense Nordal & Thulin
- Chlorophytum hirsutum A.D. Poulsen & Nordal
- Chlorophytum holstii Engl.
- Chlorophytum humbertianum H. Perrier
- Chlorophytum humifusum Cufod.
- Chlorophytum hypoxiforme (H. Perrier) Marais & Reilly
- Chlorophytum hysteranthum Kativu
- Chlorophytum immaculatum (Hepper) Nordal
- Chlorophytum inconspicuum (Baker) Nordal
- Chlorophytum indicum (Willd. ex Schult. & Schult.f.) Dress
- Chlorophytum inornatum Ker Gawl.
- Chlorophytum intermedium Craib
- Chlorophytum kolhapurense Sardesai, S.P. Gaikwad & S.R. Yadav
- Chlorophytum krauseanum (Dinter) Kativu
- Chlorophytum krookianum Zahlbr.
- Chlorophytum lancifolium Welw. ex Baker
- Chlorophytum latifolium Engl. & K. Krause
- Chlorophytum laxum R. Br.
- Chlorophytum leptoneurum (C.H. Wright) Poelln.
- Chlorophytum lewisae Oberm.
- Chlorophytum limosum (Baker) Nordal
- Chlorophytum littorale Nordal & Thulin
- Chlorophytum longifolium Schweinf. ex Baker
- Chlorophytum longiscapum Dammer
- Chlorophytum longissimum Ridl.
- Chlorophytum macrophyllum (A. Rich.) Asch.
- Chlorophytum macrorrhizum Poelln.
- Chlorophytum macrosporum Baker
- Chlorophytum madagascariense Baker
- Chlorophytum malabaricum Baker
- Chlorophytum malayense Ridl.
- Chlorophytum micranthum Baker
- Chlorophytum minor Kativu
- Chlorophytum modestum Baker
- Chlorophytum monophyllum Oberm.
- Chlorophytum namaquense Schltr. ex Poelln.
- Chlorophytum namorokense H. Perrier
- Chlorophytum nepalense (Lindl.) Baker
- Chlorophytum nervatum (C.H. Wright) Poelln.
- Chlorophytum nervosum Nordal & Thulin
- Chlorophytum nidulans (Baker) Brenan
- Chlorophytum nimmonii Dalzell
- Chlorophytum nubicum (Baker) Kativu
- Chlorophytum nyasae (Rendle) Kativu
- Chlorophytum nzii A. Chev. ex Hepper
- Chlorophytum occultum A.D. Poulsen & Nordal
- Chlorophytum orchidastrum Lindl.
- Chlorophytum palghatense K.M.P. Kumar & Adsul
- Chlorophytum parkeri (Baker) Marais & Reilly
- Chlorophytum parvulum Chiov.
- Chlorophytum paucinervatum (Poelln.) Nordal
- Chlorophytum pauciphyllum Oberm.
- Chlorophytum pauper Poelln.
- Chlorophytum pendulum Nordal & Thulin
- Chlorophytum peralbum Poelln.
- Chlorophytum perfoliatum Kativu
- Chlorophytum petraeum Nordal & Thulin
- Chlorophytum petrophilum K. Krause
- Chlorophytum pilosissimum Engl. & K. Krause
- Chlorophytum polystachys Baker
- Chlorophytum pseudocaule Tesfaye & Nordal
- Chlorophytum pterocarpum Nordal & Thulin
- Chlorophytum puberulum Engl.
- Chlorophytum pubiflorum Baker
- Chlorophytum pusillum Schweinf. ex Baker
- Chlorophytum pygmaeum (Weim.) Kativu
- Chlorophytum radula (Baker) Nordal
- Chlorophytum ramosissimum Nordal & Thulin
- Chlorophytum rangei (Engl. & K. Krause) Nordal
- Chlorophytum recurvifolium (Baker) C. Archer & Kativu
- Chlorophytum reflexibracteatum Poelln.
- Chlorophytum rhizopendulum Bjorå & Hemp
- Chlorophytum rigidum Kunth
- Chlorophytum ruahense Engl.
- Chlorophytum rubribracteatum (De Wild.) Kativu
- Chlorophytum rutenbergianum Vatke
- Chlorophytum saundersiae (Baker) Nordal
- Chlorophytum scabrum Baker
- Chlorophytum senegalense (Baker) Hepper
- Chlorophytum serpens Sebsebe & Nordal
- Chlorophytum sharmae Adsul, Lekhak & S.R.Yadav
- Chlorophytum silvaticum Dammer
- Chlorophytum simplex Craib
- Chlorophytum sofiense (H. Perrier) Marais & Reilly
- Chlorophytum somaliense Baker
- Chlorophytum sparsiflorum Baker
- Chlorophytum sphacelatum (Baker) Kativu
- Chlorophytum staudtii Nordal
- Chlorophytum stenopetalum Baker
- Chlorophytum stolzii (K. Krause) Weim.
- Chlorophytum subligulatum H. Perrier
- Chlorophytum subpetiolatum (Baker) Kativu
- Chlorophytum suffruticosum Baker
- Chlorophytum superpositum (Baker) Marais & Reilly
- Chlorophytum sylvestre Bardot-Vaucoulon
- Chlorophytum tenerrimum Peter ex Poelln.
- Chlorophytum tetraphyllum (L.f.) Baker
- Chlorophytum transvaalense (Baker) Kativu
- Chlorophytum trichophlebium (Baker) Nordal
- Chlorophytum triflorum (Aiton) Kunth
- Chlorophytum tripedale (Baker) H. Perrier
- Chlorophytum tuberosum (Roxb.) Baker
- Chlorophytum unyikense Engl.
- Chlorophytum velutinum Kativu
- Chlorophytum vestitum Baker
- Chlorophytum viridescens Engl.
- Chlorophytum viscosum Kunth
- Chlorophytum waibelii K. Krause
- Chlorophytum warneckei (Engl.) Marais & Reilly
- Chlorophytum zambiense Bjorå & Nordal
- Chlorophytum zavattarii (Cufod.) Nordal
- Chlorophytum zingiberastrum Nordal & A.D. Poulsen

Selon Catalogue of Life (18 septembre 2020) :
- Chlorophytum acutum (C.H.Wright) Nordal
- Chlorophytum affine Baker
- Chlorophytum africanum (Baker) Baker
- Chlorophytum alismifolium Baker
- Chlorophytum alpinum Benth. ex Baker
- Chlorophytum altum Engl. & K.Krause
- Chlorophytum anceps (Baker) Kativu
- Chlorophytum andongense Baker
- Chlorophytum angulicaule (Baker) Kativu
- Chlorophytum angustiracemosum Poelln.
- Chlorophytum angustissimum (Poelln.) Nordal
- Chlorophytum ankarense H.Perrier
- Chlorophytum appendiculatum H.Perrier
- Chlorophytum applanatum Nordal & Thulin
- Chlorophytum arcuatoramosum R.B.Drumm.
- Chlorophytum aridum Oberm.
- Chlorophytum arundinaceum Baker
- Chlorophytum basitrichum Poelln.
- Chlorophytum baturense K.Krause
- Chlorophytum belgaumense Chandore, Malpure, Adsul & S.R.Yadav
- Chlorophytum benuense Engl. & K.Krause
- Chlorophytum bharuchae Ansari, Sundararagh. & Hemadri
- Chlorophytum bifolium Dammer
- Chlorophytum blepharophyllum Schweinf. ex Baker
- Chlorophytum borivilianum Santapau & R.R.Fern.
- Chlorophytum bowkeri Baker
- Chlorophytum brachystachyum Baker
- Chlorophytum bracteatum Hua
- Chlorophytum brevipedunculatum Poelln.
- Chlorophytum breviscapum Dalzell
- Chlorophytum bulbinifolium Hoell & Nordal
- Chlorophytum burundiense Meerts
- Chlorophytum calyptrocarpum (Baker) Kativu
- Chlorophytum cameronii (Baker) Kativu
- Chlorophytum camporum Engl. & K.Krause
- Chlorophytum capense (L.) Voss
- Chlorophytum caudatibracteatum Engl. & K.Krause
- Chlorophytum caulescens (Baker) Marais & Reilly
- Chlorophytum chelindaense Kativu & Nordal
- Chlorophytum chevalieri Poelln.
- Chlorophytum chinense Bureau & Franch.
- Chlorophytum chloranthum Baker
- Chlorophytum clarae Bjorå & Nordal
- Chlorophytum collinum (Poelln.) Nordal
- Chlorophytum colubrinum (Baker) Engl.
- Chlorophytum comosum (Thunb.) Jacques
- Chlorophytum cooperi (Baker) Nordal
- Chlorophytum cordifolium De Wild.
- Chlorophytum crassinerve (Baker) Oberm.
- Chlorophytum cremnophilum van Jaarsv.
- Chlorophytum crispum (Thunb.) Baker
- Chlorophytum cyperaceum (Kies) Nordal
- Chlorophytum dalzielii (Hutch. ex Hepper) Nordal
- Chlorophytum debile Baker
- Chlorophytum decaryanum H.Perrier
- Chlorophytum decipiens Baker
- Chlorophytum densiflorum Engl.
- Chlorophytum dianellifolium (Baker) H.Perrier
- Chlorophytum distichum H.Perrier
- Chlorophytum dolichocarpum Tamura
- Chlorophytum ducis-aprutii Chiov.
- Chlorophytum fasciculatum (Baker) Kativu
- Chlorophytum filifolium Nordal & Thulin
- Chlorophytum filipendulum Baker
- Chlorophytum fischeri (Baker) Baker
- Chlorophytum gallabatense Schweinf. ex Baker
- Chlorophytum galpinii (Baker) Kativu
- Chlorophytum geayanum (H.Perrier) Marais & Reilly
- Chlorophytum geophilum Peter ex Poelln.
- Chlorophytum glaucoides Blatt.
- Chlorophytum glaucum Dalzell
- Chlorophytum goetzei Engl.
- Chlorophytum gothanense Malpure & S.R.Yadav
- Chlorophytum gracile Baker
- Chlorophytum graminifolium (Willd.) Kunth
- Chlorophytum graniticola Kativu
- Chlorophytum graniticum H.Perrier
- Chlorophytum graptophyllum (Baker) Marais & Reilly
- Chlorophytum haygarthii J.M.Wood & M.S.Evans
- Chlorophytum herrmannii Nordal & Sebsebe
- Chlorophytum heynei Baker
- Chlorophytum hiranense Nordal & Thulin
- Chlorophytum hirsutum A.D.Poulsen & Nordal
- Chlorophytum holstii Engl.
- Chlorophytum humbertianum H.Perrier
- Chlorophytum humifusum Cufod.
- Chlorophytum hypoxiforme (H.Perrier) Marais & Reilly
- Chlorophytum hysteranthum Kativu
- Chlorophytum immaculatum (Hepper) Nordal
- Chlorophytum inconspicuum (Baker) Nordal
- Chlorophytum indicum (Willd. ex Schult. & Schult.f.) Dress
- Chlorophytum inornatum Ker Gawl.
- Chlorophytum intermedium Craib
- Chlorophytum kolhapurense Sardesai, S.P.Gaikwad & S.R.Yadav
- Chlorophytum krauseanum (Dinter) Kativu
- Chlorophytum krookianum Zahlbr.
- Chlorophytum lancifolium Welw. ex Baker
- Chlorophytum laxum R.Br.
- Chlorophytum leptoneurum (C.H.Wright) Poelln.
- Chlorophytum lewisae Oberm.
- Chlorophytum limosum (Baker) Nordal
- Chlorophytum littorale Nordal & Thulin
- Chlorophytum longifolium Schweinf. ex Baker
- Chlorophytum longiscapum Dammer
- Chlorophytum longissimum Ridl.
- Chlorophytum macrophyllum (A.Rich.) Asch.
- Chlorophytum macrorrhizum Poelln.
- Chlorophytum macrosporum Baker
- Chlorophytum madagascariense Baker
- Chlorophytum malabaricum Baker
- Chlorophytum malayense Ridl.
- Chlorophytum minor Kativu
- Chlorophytum modestum Baker
- Chlorophytum monophyllum Oberm.
- Chlorophytum namaquense Schltr. ex Poelln.
- Chlorophytum namorokense H.Perrier
- Chlorophytum nepalense (Lindl.) Baker
- Chlorophytum nervatum (C.H.Wright) Poelln.
- Chlorophytum nervosum Nordal & Thulin
- Chlorophytum nidulans (Baker) Brenan
- Chlorophytum nimmonii Dalzell
- Chlorophytum nubicum (Baker) Kativu
- Chlorophytum nyasae (Rendle) Kativu
- Chlorophytum nzii A.Chev. ex Hepper
- Chlorophytum occultum A.D.Poulsen & Nordal
- Chlorophytum orchidastrum Lindl.
- Chlorophytum palghatense K.M.P.Kumar & Adsul
- Chlorophytum parkeri (Baker) Marais & Reilly
- Chlorophytum parvulum Chiov.
- Chlorophytum paucinervatum (Poelln.) Nordal
- Chlorophytum pauciphyllum Oberm.
- Chlorophytum pauper Poelln.
- Chlorophytum pendulum Nordal & Thulin
- Chlorophytum peralbum Poelln.
- Chlorophytum perfoliatum Kativu
- Chlorophytum petraeum Nordal & Thulin
- Chlorophytum petrophilum K.Krause
- Chlorophytum pilosicarinatum (Poelln.) Meerts
- Chlorophytum polystachys Baker
- Chlorophytum pseudocaule Tesfaye & Nordal
- Chlorophytum pterocarpum Nordal & Thulin
- Chlorophytum pubiflorum Baker
- Chlorophytum pusillum Schweinf. ex Baker
- Chlorophytum pygmaeum (Weim.) Kativu
- Chlorophytum radula (Baker) Nordal
- Chlorophytum ramosissimum Nordal & Thulin
- Chlorophytum rangei (Engl. & K.Krause) Nordal
- Chlorophytum recurvifolium (Baker) C.Archer & Kativu
- Chlorophytum reflexibracteatum Poelln.
- Chlorophytum rhizopendulum Bjorå & Hemp
- Chlorophytum rigidum Kunth
- Chlorophytum ruahense Engl.
- Chlorophytum rubribracteatum (De Wild.) Kativu
- Chlorophytum rutenbergianum Vatke
- Chlorophytum saundersiae (Baker) Nordal
- Chlorophytum scabrum Baker
- Chlorophytum senegalense (Baker) Hepper
- Chlorophytum serpens Sebsebe & Nordal
- Chlorophytum sharmae Adsul, Lekhak & S.R.Yadav
- Chlorophytum simplex Craib
- Chlorophytum sofiense (H.Perrier) Marais & Reilly
- Chlorophytum somaliense Baker
- Chlorophytum sparsiflorum Baker
- Chlorophytum sphacelatum (Baker) Kativu
- Chlorophytum sphagnicola Meerts
- Chlorophytum staudtii Nordal
- Chlorophytum stenopetalum Baker
- Chlorophytum stolzii (K.Krause) Weim.
- Chlorophytum subligulatum H.Perrier
- Chlorophytum subpetiolatum (Baker) Kativu
- Chlorophytum suffruticosum Baker
- Chlorophytum superpositum (Baker) Marais & Reilly
- Chlorophytum sylvestre Bardot-Vaucoulon
- Chlorophytum tenerrimum Peter ex Poelln.
- Chlorophytum tetraphyllum (L.f.) Baker
- Chlorophytum transvaalense (Baker) Kativu
- Chlorophytum trichophlebium (Baker) Nordal
- Chlorophytum triflorum (Aiton) Kunth
- Chlorophytum tripedale (Baker) H.Perrier
- Chlorophytum tuberosum (Roxb.) Baker
- Chlorophytum velutinum Kativu
- Chlorophytum vestitum Baker
- Chlorophytum viridescens Engl.
- Chlorophytum viscosum Kunth
- Chlorophytum waibelii K.Krause
- Chlorophytum warneckei (Engl.) Marais & Reilly
- Chlorophytum zambiense Bjorå & Nordal
- Chlorophytum zavattarii (Cufod.) Nordal
- Chlorophytum zingiberastrum Nordal & A.D.Poulsen

Selon World Checklist of Selected Plant Families (WCSP) (18 septembre 2020) :
- Chlorophytum acutum (C.H.Wright) Nordal (1993)
- Chlorophytum affine Baker (1875)
  - variété Chlorophytum affine var. affine
  - variété Chlorophytum affine var. curviscapum (Poelln.) Hanid (1974)
- Chlorophytum africanum (Baker) Baker (1892)
  - variété Chlorophytum africanum var. africanum
  - variété Chlorophytum africanum var. nordalianum Meerts (2012)
  - variété Chlorophytum africanum var. silvaticum (Dammer) Meerts (2012)
- Chlorophytum alismifolium Baker, J. Linn. Soc. (1876)
- Chlorophytum alpinum Benth. ex Baker, J. Linn. Soc. (1876)
- Chlorophytum altum Engl. & K.Krause (1910)
- Chlorophytum anceps (Baker) Kativu (1993)
- Chlorophytum andongense Baker, Trans. Linn. Soc. London (1878)
- Chlorophytum angulicaule (Baker) Kativu (1993)
- Chlorophytum angustiracemosum Poelln., Portugaliae Acta Biol., Sér. B (1947)
- Chlorophytum angustissimum (Poelln.) Nordal, Fl. Trop. E. Africa (1998)
- Chlorophytum ankarense H.Perrier (1935)
- Chlorophytum appendiculatum H.Perrier (1935)
- Chlorophytum applanatum Nordal & Thulin (1993)
- Chlorophytum arcuatoramosum R.B.Drumm. (1953)
- Chlorophytum aridum Oberm. (1962)
- Chlorophytum arundinaceum Baker, J. Linn. Soc. (1876)
- Chlorophytum asperum J.C.Manning (2017)
- Chlorophytum assamicum D.Borah & A.P.Das (2019)
- Chlorophytum basitrichum Poelln., Portugaliae Acta Biol., Sér. B (1947)
- Chlorophytum baturense K.Krause (1914)
- Chlorophytum belgaumense Chandore, Malpure, Adsul & S.R.Yadav (2012)
- Chlorophytum benguellense (Baker) Meerts (2018)
- Chlorophytum benuense Engl. & K.Krause (1910)
- Chlorophytum bharuchae Ansari, Sundararagh. & Hemadri (1970)
- Chlorophytum bifolium Dammer (1905)
- Chlorophytum blepharophyllum Schweinf. ex Baker, J. Linn. Soc. (1876)
  - variété Chlorophytum blepharophyllum var. amplexicaule (Baker) Meerts (2012)
  - sous-espèce Chlorophytum blepharophyllum subsp. blepharophyllum
  - sous-espèce Chlorophytum blepharophyllum subsp. pendulum Hoell & Nordal (2008)
  - sous-espèce Chlorophytum blepharophyllum subsp. rubropygmaeum Bjorå & Nordal (2008)
- Chlorophytum boomense Kativu (2016)
- Chlorophytum borivilianum Santapau & R.R.Fern. (1955)
- Chlorophytum bowkeri Baker (1873)
- Chlorophytum brachystachyum Baker, Gard. Chron., ser. 3 (1893)
- Chlorophytum bracteatum Hua (1898)
- Chlorophytum brevipedunculatum Poelln., Portugaliae Acta Biol., Sér. B (1945)
- Chlorophytum breviscapum Dalzell (1850)
- Chlorophytum bulbinifolium Hoell & Nordal (2008)
- Chlorophytum burundiense Meerts (2011)
- Chlorophytum calyptrocarpum (Baker) Kativu (1993)
- Chlorophytum cameronii (Baker) Kativu (1993)
  - variété Chlorophytum cameronii var. cameronii
  - variété Chlorophytum cameronii var. grantii (Baker) Nordal, Fl. Trop. E. Africa (1998)
  - variété Chlorophytum cameronii var. purpuratum (Rendle) Govaerts (1999)
  - variété Chlorophytum cameronii var. ruziziense Meerts (2012)
- Chlorophytum camporum Engl. & K.Krause (1910)
- Chlorophytum capense (L.) Voss, Vilm. Blumengärtn. ed. 3 (1895)
- Chlorophytum caudatibracteatum Engl. & K.Krause (1910)
- Chlorophytum caulescens (Baker) Marais & Reilly (1978)
- Chlorophytum chelindaense Kativu & Nordal (2008)
- Chlorophytum chevalieri Poelln., Portugaliae Acta Biol., Sér. B (1945)
- Chlorophytum chinense Bureau & Franch. (1891)
- Chlorophytum chloranthum Baker, J. Linn. Soc. (1887)
- Chlorophytum clarae Bjorå & Nordal (2008)
- Chlorophytum collinum (Poelln.) Nordal (1990)
- Chlorophytum colubrinum (Baker) Engl. (1892)
  - variété Chlorophytum colubrinum var. colubrinum
  - variété Chlorophytum colubrinum var. upembense Meerts (2012)
- Chlorophytum comosum (Thunb.) Jacques (1862)
- Chlorophytum cooperi (Baker) Nordal (1993)
- Chlorophytum cordifolium De Wild. (1914)
- Chlorophytum crassinerve (Baker) Oberm. (1962)
- Chlorophytum cremnophilum van Jaarsv. (2014)
- Chlorophytum crispum (Thunb.) Baker, J. Linn. Soc. (1876)
- Chlorophytum cyperaceum (Kies) Nordal (1993)
- Chlorophytum dalzielii (Hutch. ex Hepper) Nordal (1993)
- Chlorophytum debile Baker, Trans. Linn. Soc. London (1878)
- Chlorophytum decaryanum H.Perrier (1935)
- Chlorophytum decipiens Baker, J. Linn. Soc. (1883)
- Chlorophytum dianellifolium (Baker) H.Perrier (1935)
- Chlorophytum distichum H.Perrier (1935)
- Chlorophytum diwanjii Mujaffar, A.P.Tiwari & Chandore (2017)
- Chlorophytum dolichocarpum Tamura (1989)
- Chlorophytum ducis-aprutii Chiov., Nuovo Giorn. Bot. Ital., n.s. (1929)
- Chlorophytum fasciculatum (Baker) Kativu (1993)
- Chlorophytum fernandesii (Poelln.) Meerts (2018)
- Chlorophytum filifolium Nordal & Thulin (1993)
- Chlorophytum filipendulum Baker, Trans. Linn. Soc. London (1878)
  - sous-espèce Chlorophytum filipendulum subsp. amaniense (Engl.) Nordal & A.D.Poulsen, Fl. Trop. E. Africa (1998)
  - sous-espèce Chlorophytum filipendulum subsp. filipendulum
- Chlorophytum fischeri (Baker) Baker (1898)
- Chlorophytum gallabatense Schweinf. ex Baker, J. Linn. Soc. (1876)
  - variété Chlorophytum gallabatense var. floribundum (Baker) Meerts (2012)
  - variété Chlorophytum gallabatense var. gallabatense
  - variété Chlorophytum gallabatense var. micranthum (Baker) Meerts (2012)
- Chlorophytum galpinii (Baker) Kativu (1993)
  - variété Chlorophytum galpinii var. galpinii
  - variété Chlorophytum galpinii var. matabelense (Baker) Kativu (1993)
  - variété Chlorophytum galpinii var. norlindhii (Weim.) Kativu (1993)
- Chlorophytum geayanum (H.Perrier) Marais & Reilly (1978)
- Chlorophytum geophilum Peter ex Poelln. (1943)
- Chlorophytum glaucoides Blatt., J. Proc. Asiat. Soc. Bengal, n.s. (1930 publ. 1931)
- Chlorophytum glaucum Dalzell (1850)
- Chlorophytum goetzei Engl. (1900)
- Chlorophytum gothanense Malpure & S.R.Yadav (2009 publ. 2010)
- Chlorophytum gracile Baker (1896)
- Chlorophytum graminifolium (Willd.) Kunth (1843)
- Chlorophytum graniticola Kativu (1993)
- Chlorophytum graniticum H.Perrier (1935)
- Chlorophytum graptophyllum (Baker) Marais & Reilly (1978)
- Chlorophytum haygarthii J.M.Wood & M.S.Evans (1899)
- Chlorophytum herrmannii Nordal & Sebsebe (2005)
- Chlorophytum heynei Baker, J. Linn. Soc. (1876)
- Chlorophytum hiranense Nordal & Thulin (1993)
- Chlorophytum hirsutum A.D.Poulsen & Nordal (1999 publ. 2000)
- Chlorophytum holstii Engl., Pflanzenw. Ost-Afrikas (1895)
- Chlorophytum humbertianum H.Perrier (1935)
- Chlorophytum humifusum Cufod., Miss. Biol. Borana, Racc. Bot. (1939)
- Chlorophytum hypoxiforme (H.Perrier) Marais & Reilly (1978)
- Chlorophytum hysteranthum Kativu (1993)
- Chlorophytum immaculatum (Hepper) Nordal (1993)
- Chlorophytum inconspicuum (Baker) Nordal (1993)
- Chlorophytum indicum (Willd. ex Schult. & Schult.f.) Dress (1961)
- Chlorophytum inornatum Ker Gawl. (1807)
- Chlorophytum intermedium Craib (1912)
- Chlorophytum kolhapurense Sardesai, S.P.Gaikwad & S.R.Yadav (2006)
- Chlorophytum krauseanum (Dinter) Kativu (1993)
- Chlorophytum krookianum Zahlbr. (1900 publ. 1901)
- Chlorophytum lancifolium Welw. ex Baker, Trans. Linn. Soc. London (1878)
  - sous-espèce Chlorophytum lancifolium subsp. cordatum (Engl.) A.D.Poulsen & Nordal (2005)
  - sous-espèce Chlorophytum lancifolium subsp. lancifolium
  - sous-espèce Chlorophytum lancifolium subsp. togoense (Engl.) A.D.Poulsen & Nordal (2005)
- Chlorophytum laxum R.Br. (1810)
- Chlorophytum leptoneurum (C.H.Wright) Poelln., Portugaliae Acta Biol., Sér. B (1947)
  - variété Chlorophytum leptoneurum var. katangense (De Wild.) Meerts (2012)
  - variété Chlorophytum leptoneurum var. leptoneurum
- Chlorophytum lewisae Oberm. (1962)
- Chlorophytum limosum (Baker) Nordal (1993)
- Chlorophytum littorale Nordal & Thulin (1993)
- Chlorophytum longifolium Schweinf. ex Baker, J. Linn. Soc. (1876)
  - variété Chlorophytum longifolium var. aureum (Engl.) Meerts (2012)
  - variété Chlorophytum longifolium var. longifolium
- Chlorophytum longiscapum Dammer (1912)
- Chlorophytum longissimum Ridl. (1908)
- Chlorophytum macrophyllum (A.Rich.) Asch. (1867)
- Chlorophytum macrorrhizum Poelln., Portugaliae Acta Biol., Sér. B (1947)
- Chlorophytum macrosporum Baker, J. Linn. Soc. (1876)
- Chlorophytum madagascariense Baker (1878)
- Chlorophytum malabaricum Baker, J. Linn. Soc. (1876)
- Chlorophytum malayense Ridl. (1925)
- Chlorophytum mamillatum Elden & Nordal (2017)
- Chlorophytum minor Kativu (1993)
- Chlorophytum modestum Baker, J. Linn. Soc. (1876)
- Chlorophytum molle (Baker) Meerts (2018)
- Chlorophytum monophyllum Oberm. (1962)
- Chlorophytum namaquense Schltr. ex Poelln. (1944)
- Chlorophytum namorokense H.Perrier (1935)
- Chlorophytum nepalense (Lindl.) Baker, J. Linn. Soc. (1876)
- Chlorophytum nervatum (C.H.Wright) Poelln., Portugaliae Acta Biol., Sér. B (1947)
- Chlorophytum nervosum Nordal & Thulin (1993)
- Chlorophytum nidulans (Baker) Brenan (1954)
- Chlorophytum nimmonii Dalzell (1850)
- Chlorophytum nubicum (Baker) Kativu (1993)
- Chlorophytum nyasae (Rendle) Kativu (1993)
- Chlorophytum nzii A.Chev. ex Hepper (1968)
- Chlorophytum occultum A.D.Poulsen & Nordal (1999 publ. 2000)
- Chlorophytum orchidastrum Lindl. (1824)
- Chlorophytum orchideum (Welw. ex Baker) Meerts (2018)
- Chlorophytum palghatense K.M.P.Kumar & Adsul (2014)
- Chlorophytum parkeri (Baker) Marais & Reilly (1978)
- Chlorophytum parvulum Chiov. (1928)
- Chlorophytum paucinervatum (Poelln.) Nordal (1993)
- Chlorophytum pauciphyllum Oberm. (1962)
- Chlorophytum pauper Poelln., Portugaliae Acta Biol., Sér. B (1947)
- Chlorophytum pendulum Nordal & Thulin (1993)
- Chlorophytum peralbum Poelln., Portugaliae Acta Biol., Sér. B (1945)
- Chlorophytum perfoliatum Kativu (1993)
- Chlorophytum petraeum Nordal & Thulin (1993)
- Chlorophytum petrophilum K.Krause (1914)
- Chlorophytum pilosicarinatum (Poelln.) Meerts (2012)
- Chlorophytum polystachys Baker (1878)
- Chlorophytum pseudocaule Tesfaye & Nordal (2007)
- Chlorophytum pterocarpum Nordal & Thulin (1993)
- Chlorophytum pubiflorum Baker, J. Linn. Soc. (1876)
- Chlorophytum pusillum Schweinf. ex Baker (1878)
- Chlorophytum pygmaeum (Weim.) Kativu (1993)
  - sous-espèce Chlorophytum pygmaeum subsp. pygmaeum
  - sous-espèce Chlorophytum pygmaeum subsp. rhodesianum (Rendle) Kativu (1993)
- Chlorophytum radula (Baker) Nordal (1993)
- Chlorophytum ramosissimum Nordal & Thulin (1993)
- Chlorophytum rangei (Engl. & K.Krause) Nordal (1993)
- Chlorophytum recurvifolium (Baker) C.Archer & Kativu (2001)
- Chlorophytum reflexibracteatum Poelln., Portugaliae Acta Biol., Sér. B (1947)
- Chlorophytum rhizopendulum Bjorå & Hemp (2008)
- Chlorophytum rigidum Kunth (1843)
- Chlorophytum ruahense Engl. (1900)
- Chlorophytum rubribracteatum (De Wild.) Kativu (1993)
- Chlorophytum rutenbergianum Vatke (1885)
- Chlorophytum saundersiae (Baker) Nordal (1993)
- Chlorophytum scabrum Baker (1898)
- Chlorophytum senegalense (Baker) Hepper (1968)
- Chlorophytum serpens Sebsebe & Nordal (2005)
- Chlorophytum sharmae Adsul, Lekhak & S.R.Yadav (2014)
- Chlorophytum simplex Craib (1912)
- Chlorophytum sofiense (H.Perrier) Marais & Reilly (1978)
- Chlorophytum somaliense Baker (1892)
- Chlorophytum sparsiflorum Baker, J. Linn. Soc. (1876)
  - variété Chlorophytum sparsiflorum var. bipindense (Engl. & K.Krause) Bjorå & Nordal (2010)
  - variété Chlorophytum sparsiflorum var. sparsiflorum
- Chlorophytum sphacelatum (Baker) Kativu (1993)
  - variété Chlorophytum sphacelatum var. arenarium (Baker) Meerts (2018)
  - variété Chlorophytum sphacelatum var. sphacelatum
- Chlorophytum sphagnicola Meerts (2012)
- Chlorophytum staudtii Nordal (1993)
- Chlorophytum stenopetalum Baker, J. Linn. Soc. (1876)
  - variété Chlorophytum stenopetalum var. latifolium (Engl. & K.Krause) Meerts (2012)
  - variété Chlorophytum stenopetalum var. stenopetalum
- Chlorophytum stolzii (K.Krause) Weim. (1937)
- Chlorophytum subligulatum H.Perrier (1935)
- Chlorophytum subpetiolatum (Baker) Kativu (1993)
  - variété Chlorophytum subpetiolatum var. pilosifolium (De Wild.) Meerts (2012)
  - variété Chlorophytum subpetiolatum var. subpetiolatum
- Chlorophytum suffruticosum Baker (1878)
- Chlorophytum superpositum (Baker) Marais & Reilly (1978)
- Chlorophytum sylvestre Bardot-Vaucoulon, Adansonia, sér. 3 (1997)
- Chlorophytum tenerrimum Peter ex Poelln., Portugaliae Acta Biol., Sér. B (1947)
- Chlorophytum tetraphyllum (L.f.) Baker, J. Linn. Soc. (1876)
- Chlorophytum transvaalense (Baker) Kativu (1993)
- Chlorophytum trichophlebium (Baker) Nordal (1993)
- Chlorophytum triflorum (Aiton) Kunth (1843)
- Chlorophytum tripedale (Baker) H.Perrier (1935)
- Chlorophytum tuberosum (Roxb.) Baker, J. Linn. Soc. (1876)
- Chlorophytum ustulatum (Welw. ex Baker) Meerts (2018)
- Chlorophytum velutinum Kativu (1993)
- Chlorophytum vestitum Baker, J. Linn. Soc. (1876)
  - sous-espèce Chlorophytum vestitum subsp. pilosissimum (Engl. & K.Krause) Meerts (2012)
  - sous-espèce Chlorophytum vestitum subsp. vestitum
- Chlorophytum viridescens Engl., Pflanzenw. Ost-Afrikas (1895)
- Chlorophytum viscosum Kunth (1843)
- Chlorophytum waibelii K.Krause (1914)
- Chlorophytum warneckei (Engl.) Marais & Reilly (1978)
- Chlorophytum zambiense Bjorå & Nordal (2008)
- Chlorophytum zavattarii (Cufod.) Nordal (1993)
- Chlorophytum zingiberastrum Nordal & A.D.Poulsen, Fl. Trop. E. Africa (1997)

Selon The Plant List (18 septembre 2020) :
- Chlorophytum acutum (C.H.Wright) Nordal
- Chlorophytum affine Baker
- Chlorophytum africanum (Baker) Baker
- Chlorophytum alismifolium Baker
- Chlorophytum alpinum Benth. ex Baker
- Chlorophytum altum Engl. & K.Krause
- Chlorophytum amplexicaule Baker
- Chlorophytum anceps (Baker) Kativu
- Chlorophytum andongense Baker
- Chlorophytum angulicaule (Baker) Kativu
- Chlorophytum angustiracemosum Poelln.
- Chlorophytum angustissimum (Poelln.) Nordal
- Chlorophytum ankarense H.Perrier
- Chlorophytum appendiculatum H.Perrier
- Chlorophytum applanatum Nordal & Thulin
- Chlorophytum arcuatoramosum R.B.Drumm.
- Chlorophytum aridum Oberm.
- Chlorophytum arundinaceum Baker
- Chlorophytum aureum Engl.
- Chlorophytum basitrichum Poelln.
- Chlorophytum baturense K.Krause
- Chlorophytum benuense Engl. & K.Krause
- Chlorophytum bharuchae Ansari, Sundararagh. & Hemadri
- Chlorophytum bifolium Dammer
- Chlorophytum blepharophyllum Schweinf. ex Baker
- Chlorophytum borivilianum Santapau & R.R.Fern.
- Chlorophytum bowkeri Baker
- Chlorophytum brachystachyum Baker
- Chlorophytum bracteatum Hua
- Chlorophytum brevipedunculatum Poelln.
- Chlorophytum breviscapum Dalzell
- Chlorophytum bulbinifolium Hoell & Nordal
- Chlorophytum burundiense Meerts
- Chlorophytum calyptrocarpum (Baker) Kativu
- Chlorophytum cameronii (Baker) Kativu
- Chlorophytum camporum Engl. & K.Krause
- Chlorophytum capense (L.) Voss
- Chlorophytum caudatibracteatum Engl. & K.Krause
- Chlorophytum caulescens (Baker) Marais & Reilly
- Chlorophytum chariense A.Chev.
- Chlorophytum chelindaense Kativu & Nordal
- Chlorophytum chevalieri Poelln.
- Chlorophytum chinense Bureau & Franch.
- Chlorophytum chloranthum Baker
- Chlorophytum clarae Bjorå & Nordal
- Chlorophytum collinum (Poelln.) Nordal
- Chlorophytum colubrinum (Baker) Engl.
- Chlorophytum comosum (Thunb.) Jacques
- Chlorophytum cooperi (Baker) Nordal
- Chlorophytum cordifolium De Wild.
- Chlorophytum crassinerve (Baker) Oberm.
- Chlorophytum crispum (Thunb.) Baker
- Chlorophytum cyperaceum (Kies) Nordal
- Chlorophytum dalzielii (Hutch. ex Hepper) Nordal
- Chlorophytum decaryanum H.Perrier
- Chlorophytum decipiens Baker
- Chlorophytum densiflorum Engl.
- Chlorophytum dianellifolium (Baker) H.Perrier
- Chlorophytum distichum H.Perrier
- Chlorophytum dolichocarpum Tamura
- Chlorophytum ducis-aprutii Chiov.
- Chlorophytum fasciculatum (Baker) Kativu
- Chlorophytum filifolium Nordal & Thulin
- Chlorophytum filipendulum Baker
- Chlorophytum fischeri (Baker) Baker
- Chlorophytum gallabatense Schweinf. ex Baker
- Chlorophytum galpinii (Baker) Kativu
- Chlorophytum geayanum (H.Perrier) Marais & Reilly
- Chlorophytum geophilum Peter ex Poelln.
- Chlorophytum gilletii Compère
- Chlorophytum glaucoides Blatt.
- Chlorophytum glaucum Dalzell
- Chlorophytum goetzei Engl.
- Chlorophytum gothanense Malpure & S.R.Yadav
- Chlorophytum gracile Baker
- Chlorophytum graminifolium (Willd.) Kunth
- Chlorophytum graniticola Kativu
- Chlorophytum graniticum H.Perrier
- Chlorophytum graptophyllum (Baker) Marais & Reilly
- Chlorophytum haygarthii J.M.Wood & M.S.Evans
- Chlorophytum herrmannii Nordal & Sebsebe
- Chlorophytum heynei Baker
- Chlorophytum hiranense Nordal & Thulin
- Chlorophytum hirsutum A.D.Poulsen & Nordal
- Chlorophytum holstii Engl.
- Chlorophytum humbertianum H.Perrier
- Chlorophytum humifusum Cufod.
- Chlorophytum huyghei De Wild.
- Chlorophytum hypoxiforme (H.Perrier) Marais & Reilly
- Chlorophytum hysteranthum Kativu
- Chlorophytum immaculatum (Hepper) Nordal
- Chlorophytum inconspicuum (Baker) Nordal
- Chlorophytum indicum (Willd. ex Schult. & Schult.f.) Dress
- Chlorophytum inornatum Ker Gawl.
- Chlorophytum intermedium Craib
- Chlorophytum katangense De Wild.
- Chlorophytum kolhapurense Sardesai, S.P.Gaikwad & S.R.Yadav
- Chlorophytum krauseanum (Dinter) Kativu
- Chlorophytum krookianum Zahlbr.
- Chlorophytum lancifolium Welw. ex Baker
- Chlorophytum latifolium Engl. & K.Krause
- Chlorophytum laxum R.Br.
- Chlorophytum leptoneurum (C.H.Wright) Poelln.
- Chlorophytum lewisae Oberm.
- Chlorophytum limosum (Baker) Nordal
- Chlorophytum linearifolium Marais & Reilly
- Chlorophytum littorale Nordal & Thulin
- Chlorophytum longifolium Schweinf. ex Baker
- Chlorophytum longiscapum Dammer
- Chlorophytum longissimum Ridl.
- Chlorophytum macrophyllum (A.Rich.) Asch.
- Chlorophytum macrorrhizum Poelln.
- Chlorophytum macrosporum Baker
- Chlorophytum madagascariense Baker
- Chlorophytum malabaricum Baker
- Chlorophytum malayense Ridl.
- Chlorophytum micranthum Baker
- Chlorophytum minor Kativu
- Chlorophytum modestum Baker
- Chlorophytum monophyllum Oberm.
- Chlorophytum namaquense Schltr. ex Poelln.
- Chlorophytum namorokense H.Perrier
- Chlorophytum nepalense (Lindl.) Baker
- Chlorophytum nervatum (C.H.Wright) Poelln.
- Chlorophytum nervosum Nordal & Thulin
- Chlorophytum nidulans (Baker) Brenan
- Chlorophytum nimmonii Dalzell
- Chlorophytum nubicum (Baker) Kativu
- Chlorophytum nyasae (Rendle) Kativu
- Chlorophytum nzii A.Chev. ex Hepper
- Chlorophytum occultum A.D.Poulsen & Nordal
- Chlorophytum orchidastrum Lindl.
- Chlorophytum parkeri (Baker) Marais & Reilly
- Chlorophytum parvulum Chiov.
- Chlorophytum paucinervatum (Poelln.) Nordal
- Chlorophytum pauciphyllum Oberm.
- Chlorophytum pauper Poelln.
- Chlorophytum pendulum Nordal & Thulin
- Chlorophytum peralbum Poelln.
- Chlorophytum perfoliatum Kativu
- Chlorophytum petraeum Nordal & Thulin
- Chlorophytum petrophilum K.Krause
- Chlorophytum poggei Engl. ex Poelln.
- Chlorophytum polystachys Baker
- Chlorophytum psammophilum Engl. & Gilg
- Chlorophytum pseudocaule Tesfaye & Nordal
- Chlorophytum pterocarpum Nordal & Thulin
- Chlorophytum puberulum Engl.
- Chlorophytum pubiflorum Baker
- Chlorophytum pusillum Schweinf. ex Baker
- Chlorophytum pygmaeum (Weim.) Kativu
- Chlorophytum radula (Baker) Nordal
- Chlorophytum ramosissimum Nordal & Thulin
- Chlorophytum rangei (Engl. & K.Krause) Nordal
- Chlorophytum recurvifolium (Baker) C.Archer & Kativu
- Chlorophytum reflexibracteatum Poelln.
- Chlorophytum rhizopendulum Bjorå & Hemp
- Chlorophytum rigidum Kunth
- Chlorophytum ruahense Engl.
- Chlorophytum rubribracteatum (De Wild.) Kativu
- Chlorophytum rutenbergianum Vatke
- Chlorophytum saundersiae (Baker) Nordal
- Chlorophytum scabrum Baker
- Chlorophytum senegalense (Baker) Hepper
- Chlorophytum serpens Sebsebe & Nordal
- Chlorophytum silvaticum Dammer
- Chlorophytum simplex Craib
- Chlorophytum sofiense (H.Perrier) Marais & Reilly
- Chlorophytum somaliense Baker
- Chlorophytum sparsiflorum Baker
- Chlorophytum sphacelatum (Baker) Kativu
- Chlorophytum staudtii Nordal
- Chlorophytum stenopetalum Baker
- Chlorophytum stolzii (K.Krause) Weim.
- Chlorophytum subligulatum H.Perrier
- Chlorophytum subpetiolatum (Baker) Kativu
- Chlorophytum suffruticosum Baker
- Chlorophytum superpositum (Baker) Marais & Reilly
- Chlorophytum sylvestre Bardot-Vaucoulon
- Chlorophytum tenerrimum Peter ex Poelln.
- Chlorophytum tetraphyllum (L.f.) Baker
- Chlorophytum transvaalense (Baker) Kativu
- Chlorophytum trichophlebium (Baker) Nordal
- Chlorophytum triflorum (Aiton) Kunth
- Chlorophytum tripedale (Baker) H.Perrier
- Chlorophytum tuberosum (Roxb.) Baker
- Chlorophytum unifolium Malaisse & Bamps
- Chlorophytum velutinum Kativu
- Chlorophytum vestitum Baker
- Chlorophytum viridescens Engl.
- Chlorophytum viscosum Kunth
- Chlorophytum waibelii K.Krause
- Chlorophytum warneckei (Engl.) Marais & Reilly
- Chlorophytum zambiense Bjorå & Nordal
- Chlorophytum zavattarii (Cufod.) Nordal
- Chlorophytum zingiberastrum Nordal & A.D.Poulsen

Selon Tropicos (18 septembre 2020) (Attention liste brute contenant possiblement des synonymes) :
- Chlorophytum abyssinicum Kotschy & Peyr.
- Chlorophytum acaule Baker
- Chlorophytum acrothyrsum Peter ex Poelln.
- Chlorophytum acutum (C.H. Wright) Nordal
- Chlorophytum affine Baker
- Chlorophytum africanum (Baker) Engl.
- Chlorophytum afzelii Baker
- Chlorophytum alismifolium Baker
- Chlorophytum alpinum Benth. ex Baker
- Chlorophytum altum Engl. & K. Krause
- Chlorophytum amaniense Engl.
- Chlorophytum amplexicaule Baker
- Chlorophytum anceps (Baker) Kativu
- Chlorophytum andongense Baker
- Chlorophytum angulicaule (Baker) Kativu
- Chlorophytum angustifolium Rendle
- Chlorophytum angustiracemosum Poelln.
- Chlorophytum angustissimum (Poelln.) Nordal
- Chlorophytum ankarense H. Perrier
- Chlorophytum anthericoideum Dalzell
- Chlorophytum appendiculatum H. Perrier
- Chlorophytum applanatum Nordal & Thulin
- Chlorophytum arcuatoramosum R.B. Drumm.
- Chlorophytum aridum Oberm.
- Chlorophytum arundinaceum Baker
- Chlorophytum asparagifolium Engl.
- Chlorophytum asphodeloides C.H. Wright
- Chlorophytum attenuatum Baker
- Chlorophytum aureum Engl.
- Chlorophytum baillaudii A. Chev.
- Chlorophytum bakeri Poelln.
- Chlorophytum basitrichum Poelln.
- Chlorophytum baturense K. Krause
- Chlorophytum baudi-candeanum Chiov.
- Chlorophytum benguellense (Baker) Meerts
- Chlorophytum beniense De Wild.
- Chlorophytum benuense Engl. & K. Krause
- Chlorophytum bequaertii De Wild.
- Chlorophytum bharuchae Ansari, Raghavan & Hemadri
- Chlorophytum bichetii Backer
- Chlorophytum bifolium Dammer
- Chlorophytum bipendense Engl. & K. Krause
- Chlorophytum blepharophyllum Schweinf. ex Baker
- Chlorophytum boranense Chiov.
- Chlorophytum borivilianum Santapau & R.R. Fern.
- Chlorophytum bowkeri Baker
- Chlorophytum brachystachyum Baker
- Chlorophytum bracteatum Hua
- Chlorophytum bracteosum Welw. ex Baker
- Chlorophytum brasiliense (Nees & Mart.) Ravenna
- Chlorophytum brehmeanum Schult. & Schult. f.
- Chlorophytum breviflorum De Wild.
- Chlorophytum brevipedunculatum Poelln.
- Chlorophytum brevipes Baker
- Chlorophytum breviscapum Dalzell
- Chlorophytum brunneum Baker
- Chlorophytum buarense Poelln.
- Chlorophytum bukobense Engl.
- Chlorophytum bulbinifolium Hoell & Nordal
- Chlorophytum burchellii Baker
- Chlorophytum burundiense Meerts
- Chlorophytum butaguense De Wild.
- Chlorophytum calateifolium Chiov.
- Chlorophytum calyptrocarpum (Baker) Kativu
- Chlorophytum cameronii (Baker) Kativu
- Chlorophytum campanulatum (Baker) Engl.
- Chlorophytum camporum Engl. & K. Krause
- Chlorophytum capense (L.) Voss
- Chlorophytum carsonii Baker
- Chlorophytum caudatibracteatum Engl. & K. Krause
- Chlorophytum caulescens (Baker) Marais & Reilly
- Chlorophytum cauliferum Poelln.
- Chlorophytum chariense A. Chev.
- Chlorophytum chelindaense Kativu & Nordal
- Chlorophytum chevalieri Poelln.
- Chlorophytum chinense Bureau & Franch.
- Chlorophytum chloranthum Baker
- Chlorophytum ciliatum Baker
- Chlorophytum cinerascens Engl. & K. Krause
- Chlorophytum clarae Bjorå & Nordal
- Chlorophytum collinum (Poelln.) Nordal
- Chlorophytum colubrinum (Baker) Engl.
- Chlorophytum comatum Poelln.
- Chlorophytum comosum (Thunb.) Jacques
- Chlorophytum conspicuum Poelln.
- Chlorophytum cooperi (Baker) Nordal
- Chlorophytum cordatum Engl.
- Chlorophytum cordifolium De Wild.
- Chlorophytum crassifolium (Baker) Poelln.
- Chlorophytum crassinerve Oberm.
- Chlorophytum crispum Baker
- Chlorophytum cyperaceum (Kies) Nordal
- Chlorophytum dalzielii (Hutch. ex Hepper) Nordal
- Chlorophytum debile Baker
- Chlorophytum decaryanum H. Perrier
- Chlorophytum decipiens Baker
- Chlorophytum decoratum (Baker) Marais & Reilly
- Chlorophytum deistelianum Engl. & K. Krause
- Chlorophytum delagoense Baker
- Chlorophytum densiflorum Engl.
- Chlorophytum dianellaefolium (Baker) H. Perrier
- Chlorophytum distachyum Peter ex Poelln.
- Chlorophytum distichum H. Perrier
- Chlorophytum dolichocarpum Tamura
- Chlorophytum dolichostachys Engl. & Gilg
- Chlorophytum dolomiticum Dinter
- Chlorophytum dregei Poelln.
- Chlorophytum drepanophyllum Baker
- Chlorophytum drimiopsis (Baker) Poelln.
- Chlorophytum dubium Schult. & Schult. f.
- Chlorophytum ducis-aprutii Chiov.
- Chlorophytum durbanense Kuntze
- Chlorophytum ealaense De Wild.
- Chlorophytum elachystanthum Cufod.
- Chlorophytum elatulum Poelln.
- Chlorophytum elatum (Aiton) R. Br. ex Ker Gawl.
- Chlorophytum elgonense Bullock
- Chlorophytum ellenbeckii Poelln.
- Chlorophytum elongatofusiforme De Wild.
- Chlorophytum elongatum Baker
- Chlorophytum engleri (Baker) Poelln.
- Chlorophytum falcatum (Wight) Baker
- Chlorophytum fasciculatum (Baker) Kativu
- Chlorophytum fernandesii (Poelln.) Meerts
- Chlorophytum fibrosum Engl. & K. Krause
- Chlorophytum filifolium Nordal & Thulin
- Chlorophytum filipendulum Baker
- Chlorophytum fischeri (Baker) Baker
- Chlorophytum flaccidum W.W. Sm.
- Chlorophytum floribundum Baker
- Chlorophytum fosteri A. Chev.
- Chlorophytum fuchsianus De Wild.
- Chlorophytum fusiforme Rendle
- Chlorophytum gallabatense Schweinf. ex Baker
- Chlorophytum gallarum Poelln.
- Chlorophytum galpinii (Baker) Kativu
- Chlorophytum garuense Engl. & K. Krause
- Chlorophytum gazense Rendle
- Chlorophytum geayanum (H. Perrier) Marais & Reilly
- Chlorophytum geophilum Peter ex Poelln.
- Chlorophytum gilletii (De Wild.) Compère
- Chlorophytum ginirense Dammer
- Chlorophytum glabriflorum C.H. Wright
- Chlorophytum glaucidulum Engl. ex Poelln.
- Chlorophytum glaucoides Blatt.
- Chlorophytum glaucum Dalzell
- Chlorophytum goetzei Engl.
- Chlorophytum gothanense Malpure & S.R. Yadav
- Chlorophytum gracile Baker
- Chlorophytum gramineum (Baker) H. Perrier
- Chlorophytum graminifolium (Willd.) Kunth
- Chlorophytum graniticola Kativu
- Chlorophytum graniticum H. Perrier
- Chlorophytum grantii (Baker) Nordal
- Chlorophytum graptophyllum (Baker) Marais & Reilly
- Chlorophytum grewenii Engl. & K. Krause
- Chlorophytum hasslerianum Baker
- Chlorophytum haygarthii J.M. Wood & M.S. Evans
- Chlorophytum herrmannii Nordal & Sebsebe
- Chlorophytum heyneanum Wall. ex Hook. f.
- Chlorophytum heynei Rottler ex Baker
- Chlorophytum hiranense Nordal & Thulin
- Chlorophytum hirsutum A.D. Poulsen & Nordal
- Chlorophytum hispidiflorum Poelln.
- Chlorophytum hispidoscapum Poelln.
- Chlorophytum hispidulum Rendle
- Chlorophytum hockii De Wild.
- Chlorophytum hoffmannii Engl.
- Chlorophytum holotrichum Peter ex Poelln.
- Chlorophytum holstii Engl.
- Chlorophytum homblei De Wild.
- Chlorophytum humbertianum H. Perrier
- Chlorophytum humifusum Cufod.
- Chlorophytum huyghei De Wild.
- Chlorophytum hyacinthinum Peter ex Poelln.
- Chlorophytum hypoxiforme (H. Perrier) Marais & Reilly
- Chlorophytum hysteranthum (De Wild.) Kativu
- Chlorophytum immaculatum (Hepper) Nordal
- Chlorophytum inarticulatum Poelln.
- Chlorophytum inconspicuum (Baker) Nordal
- Chlorophytum indicum (Willd. ex Schult. & Schult. f.) Dress
- Chlorophytum inexpectatum Poelln.
- Chlorophytum inopinum Poelln.
- Chlorophytum inornatum Ker Gawl.
- Chlorophytum intermedium Craib
- Chlorophytum inundatum A. Chev.
- Chlorophytum ituriense De Wild.
- Chlorophytum jacquinii Govaerts
- Chlorophytum juncifolium Baker
- Chlorophytum katangense De Wild.
- Chlorophytum kerstingii Dammer
- Chlorophytum khasianum Hook. f.
- Chlorophytum kilimandscharicum Poelln.
- Chlorophytum kirkii Baker
- Chlorophytum kolhapurense Sardesai, S.P.Gaikwad & S.R. Yadav
- Chlorophytum kombense Peter ex Poelln.
- Chlorophytum krauseanum (Dinter) Kativu
- Chlorophytum krookianum Zahlbr.
- Chlorophytum kulsii Cufod.
- Chlorophytum kyimbilense Poelln.
- Chlorophytum kymatodes Suess.
- Chlorophytum lancifolium Welw. ex Baker
- Chlorophytum latifilamentatum Poelln.
- Chlorophytum latifolium Engl. & K. Krause
- Chlorophytum laxum R. Br.
- Chlorophytum ledermannii Engl. & K. Krause
- Chlorophytum leipoldii Poelln.
- Chlorophytum leptoneurum (C.H. Wright) Poelln.
- Chlorophytum leucolepis Welw. ex Baker
- Chlorophytum lewisiae Oberm.
- Chlorophytum limosum (Baker) Nordal
- Chlorophytum limurense Rendle
- Chlorophytum linearifolium Marais & Reilly
- Chlorophytum littorale Nordal & Thulin
- Chlorophytum longebracteatum De Wild.
- Chlorophytum longiantheratum Poelln.
- Chlorophytum longifolium Schweinf. ex Baker
- Chlorophytum longipaniculatum Poelln.
- Chlorophytum longipedunculatum H.M.L. Forbes
- Chlorophytum longipes Baker
- Chlorophytum longiphyllum Govaerts
- Chlorophytum longiramum Peter ex Poelln.
- Chlorophytum longiscapum Dammer
- Chlorophytum longissimum Ridl.
- Chlorophytum longistylum Poelln.
- Chlorophytum longum Poelln.
- Chlorophytum macrocladum Peter ex Poelln.
- Chlorophytum macrophyllum (A. Rich.) Asch.
- Chlorophytum macropodum K. Krause
- Chlorophytum macrorrhizum Poelln.
- Chlorophytum macrosporum Baker
- Chlorophytum maculatum Dammer
- Chlorophytum madagascariense Baker
- Chlorophytum magnificum Weim.
- Chlorophytum magnum Peter ex Poelln.
- Chlorophytum mahengense Poelln.
- Chlorophytum majus (Hemsl.) Marais & Reilly
- Chlorophytum malabaricum Baker
- Chlorophytum malayense Ridl.
- Chlorophytum mannii Baker
- Chlorophytum marginatum Rendle
- Chlorophytum marlothii Poelln.
- Chlorophytum massaicum K. Krause
- Chlorophytum mekongense W.W. Sm.
- Chlorophytum melanocarpum (Chiov.) Marais & Reilly
- Chlorophytum menyharthii Schinz ex Baker
- Chlorophytum micans Engl. & K. Krause
- Chlorophytum micranthum Baker
- Chlorophytum minor Kativu
- Chlorophytum minus (C.H. Wright) Marais & Reilly
- Chlorophytum minutiflorum Poelln.
- Chlorophytum miserum Rendle
- Chlorophytum modestum Baker
- Chlorophytum molle (Baker) Meerts
- Chlorophytum moniliforme Rendle
- Chlorophytum monophyllum Oberm.
- Chlorophytum montanum Poelln.
- Chlorophytum namaquense Schltr. Ex V. Poelln.
- Chlorophytum namorokense H. Perrier
- Chlorophytum nebulosum Poelln.
- Chlorophytum neghellense Cufod.
- Chlorophytum nemorosum Poelln.
- Chlorophytum nepalense (Lindl.) Baker
- Chlorophytum nervatum (C.H. Wright) Poelln.
- Chlorophytum nervosum Nordal & Thulin
- Chlorophytum nguluense Poelln.
- Chlorophytum nidulans (Baker) Brenan
- Chlorophytum nigericum (Hepper) Nordal
- Chlorophytum nigrescens De Wild.
- Chlorophytum nigricans Baker
- Chlorophytum nimmonii Dalzell
- Chlorophytum norlindhii Weim.
- Chlorophytum nubicum (Baker) Kativu
- Chlorophytum nyasae (Rendle) Kativu
- Chlorophytum nzii A. Chev. ex Hepper
- Chlorophytum occultum A.D. Poulsen & Nordal
- Chlorophytum olatum R. Br.
- Chlorophytum orchidastrum Lindl.
- Chlorophytum orchideum (Welw. ex Baker) Meerts
- Chlorophytum oreogenes W.W. Sm.
- Chlorophytum pachyrrhizum Peter ex Poelln.
- Chlorophytum paludicolum Poelln.
- Chlorophytum palustre Engl. & K. Krause
- Chlorophytum paniculosum Peter ex Poelln.
- Chlorophytum papilliferum Poelln.
- Chlorophytum papillososcapum Poelln.
- Chlorophytum papillosum Rendle
- Chlorophytum parkeri (Baker) Marais & Reilly
- Chlorophytum parviflorum (Wight) Dalzell
- Chlorophytum parvulum Chiov.
- Chlorophytum pauciflorum Dammer ex Poelln.
- Chlorophytum paucinervatum (Poelln.) Nordal
- Chlorophytum pauciphyllum Oberm.
- Chlorophytum pauper Poelln.
- Chlorophytum pedunculosum Peter ex Poelln.
- Chlorophytum pendulum Nordal & Thulin
- Chlorophytum peralbum Poelln.
- Chlorophytum perfoliatum Kativu
- Chlorophytum pergracile (Baker) Poelln.
- Chlorophytum perlongibracteatum Poelln.
- Chlorophytum peteri Poelln.
- Chlorophytum petiolatum Baker
- Chlorophytum petraeum Nordal & Thulin
- Chlorophytum petrophilum K. Krause
- Chlorophytum pilosicarinatum (Poelln.) Meerts
- Chlorophytum pilosissimum Engl. & K. Krause
- Chlorophytum pilosum Dammer
- Chlorophytum piquetbergense Poelln.
- Chlorophytum platystemon Diels
- Chlorophytum pleiophyllum Peter ex Poelln.
- Chlorophytum pleiostachyum (Welw. ex Baker) T. Durand & Schinz
- Chlorophytum pleurostachyum Chiov. ex Chiarugi
- Chlorophytum poggei Engl. ex Poelln.
- Chlorophytum polyphyllum (Baker) Kativu
- Chlorophytum polyrhizon Baker
- Chlorophytum polyscapum Peter ex Poelln.
- Chlorophytum polystachys Baker
- Chlorophytum poricolum Poelln.
- Chlorophytum psammophilum Engl. & Gilg
- Chlorophytum pseudocaule Tesfaye & Nordal
- Chlorophytum pterocarpum Nordal & Thulin
- Chlorophytum pterocaulon (Welw. ex Baker) Kativu
- Chlorophytum puberulum Engl.
- Chlorophytum pubescens Peter ex Poelln.
- Chlorophytum pubiflorum Baker
- Chlorophytum pubirachis Hanid
- Chlorophytum pulchellum Kunth
- Chlorophytum pulverulentum Peter ex Poelln.
- Chlorophytum purpuratum (Rendle) Nordal
- Chlorophytum pusillum Schweinf. ex Baker
- Chlorophytum pygmaeum (Weim.) Kativu
- Chlorophytum radula (Baker) Nordal
- Chlorophytum ramiferum Rendle
- Chlorophytum ramosissimum Nordal & Thulin
- Chlorophytum ramulosum De Wild.
- Chlorophytum rangei (Engl. & K. Krause) Nordal
- Chlorophytum recurvifolium (Baker) C. Archer & Kativu
- Chlorophytum reflexibracteatum Poelln.
- Chlorophytum rhizomatosum Baker
- Chlorophytum rhizopendulum Bjorå & Hemp
- Chlorophytum rhodesianum E. Phillips
- Chlorophytum rigidum Kunth
- Chlorophytum riparium Poelln.
- Chlorophytum rivae Engl.
- Chlorophytum robustum Poelln.
- Chlorophytum ruahense Engl.
- Chlorophytum rubribracteatum (De Wild.) Kativu
- Chlorophytum rubromarginatum Poelln.
- Chlorophytum rugosum Poelln.
- Chlorophytum russii Chiov.
- Chlorophytum rutenbergianum Vatke
- Chlorophytum ruwenzoriense Rendle
- Chlorophytum sanseviera Griseb.
- Chlorophytum saundersiae (Baker) Nordal
- Chlorophytum saxicola Poelln.
- Chlorophytum scabrum Baker
- Chlorophytum schidospermum Baker
- Chlorophytum schimperi Engl.
- Chlorophytum schlechterianum Poelln.
- Chlorophytum schweinfurthii Baker
- Chlorophytum semlikiense De Wild.
- Chlorophytum senegalense (Baker) Hepper
- Chlorophytum seretii De Wild.
- Chlorophytum serpens Sebsebe & Nordal
- Chlorophytum setosum Poelln.
- Chlorophytum silvaticum Dammer
- Chlorophytum simplex Craib
- Chlorophytum socialis Poelln.
- Chlorophytum sofiense (H. Perrier) Marais & Reilly
- Chlorophytum somaliense Baker
- Chlorophytum sp. nov.
- Chlorophytum sparsiflorum Baker
- Chlorophytum sphacelatum (Baker) Kativu
- Chlorophytum sphagnicola Meerts
- Chlorophytum stamineum Zahlbr.
- Chlorophytum staudtii Nordal
- Chlorophytum stenopetalum Baker
- Chlorophytum stenophyllum (R.E. Fr.) Marais & Reilly
- Chlorophytum stenostachyum Diels
- Chlorophytum sternbergianum (Schult. & Schult. f.) Steud.
- Chlorophytum stipitatum Poelln.
- Chlorophytum stolzii (K. Krause) Kativu
- Chlorophytum strictum Baker
- Chlorophytum subhispidum Poelln.
- Chlorophytum subligulatum H. Perrier
- Chlorophytum subpapillosum Poelln.
- Chlorophytum subpetiolatum (Baker) Kativu
- Chlorophytum subrugosum Poelln.
- Chlorophytum subulatum Peter ex Poelln.
- Chlorophytum subundulatum K. Larsen
- Chlorophytum suffruticosum Baker
- Chlorophytum superpositum (Baker) Marais & Reilly
- Chlorophytum sylvestre Bard.-Vauc.
- Chlorophytum talbotii Rendle
- Chlorophytum tenellum Peter ex Poelln.
- Chlorophytum tenerrimum Peter ex Poelln.
- Chlorophytum tenuifolium Baker
- Chlorophytum tertalense Chiov.
- Chlorophytum tetraphyllum (L. f.) Baker
- Chlorophytum thollonianum Hua
- Chlorophytum tinneae Baker
- Chlorophytum togoense Engl.
- Chlorophytum tordense Chiov.
- Chlorophytum trachycarpum Oberm.
- Chlorophytum transvaalense (Baker) Kativu
- Chlorophytum trichocraspedum Peter ex Poelln.
- Chlorophytum trichophlebium (Baker) Nordal
- Chlorophytum triflorum Kunth
- Chlorophytum tripedale (Baker) H. Perrier
- Chlorophytum tuberculatum A.V. Duthie
- Chlorophytum tuberigenum Peter ex Poelln.
- Chlorophytum tuberosum (Roxb.) Baker
- Chlorophytum turritum Peter ex Poelln.
- Chlorophytum turuense Poelln.
- Chlorophytum uhamense Poelln.
- Chlorophytum ukambense Baker
- Chlorophytum umbraticola Poelln.
- Chlorophytum undulatum Wall.
- Chlorophytum unyikense Engl.
- Chlorophytum usambarense Engl. ex Poelln.
- Chlorophytum ustulatum (Welw. ex Baker) Meerts
- Chlorophytum uvinsense Poelln.
- Chlorophytum vaginatum Baker
- Chlorophytum velutinum Kativu
- Chlorophytum verdickii (De Wild.) Poelln.
- Chlorophytum vestitum Baker
- Chlorophytum viridescens Engl.
- Chlorophytum viriduliflorum Poelln.
- Chlorophytum viscosum Kunth
- Chlorophytum waibelii K. Krause
- Chlorophytum warneckei (Engl.) Marais & Reilly
- Chlorophytum welwitschii (Baker) Poelln.
- Chlorophytum wilmsii Engl. & K. Krause
- Chlorophytum xerotinum F. Muell.
- Chlorophytum zambiense Bjorå & Nordal
- Chlorophytum zanguebaricum (Baker) Nordal
- Chlorophytum zavattarii (Cufod.) Nordal
- Chlorophytum zenkeri Engl.
- Chlorophytum zingiberastrum Nordal & A.D. Poulsen